# 日本的名稱
日本的名字在各國的語言中都有不同的表現和歷史，甚至在日語中都有不同的表現方式。依《日本书纪》記載，日本建国至今约2685年；而其皇室并没有改朝换代与换国号。即使被本朝将领或大臣专擅国政，出现武家政权，国号也没更换。日語中「日本國」一詞有多種讀法，一般讀作「 Nihon-koku」或「 Nippon-koku」。時至今日，日本国政府並無规定其标准读音，因此两种读法并存。 
而日本的古代俗稱有「大八洲」、「大八洲國」、「八洲」、「八島」。而接受大中華民族文化之前則是為「倭」、「大倭」、「和」、「大和」，現代俗稱則是「和」、「大和」。而其他國家則稱日本為「扶桑」、「瀛東」、「東瀛」。

## 「日本」名字的歷史

### 「日本」漢字詞義原由
「日本」一詞分為兩種詞義，第一種為原本詞義，為地理形容詞。用來形容「東方」，指的是位於中國東方的地域，通常指朝鮮半島，尤其特別指的是百濟，但因逐漸不常用已成為生僻名詞。第二種為新造詞義，為國名、政府、文化等專有名詞。指的是大和民族建立的古代國家倭國於7世紀更改的國名「日本」，已變成「日本」漢字的唯一專有名詞 。
「日本」原來是地理形容詞，泛指東方地域。同義詞有「日域」、「日東」還有「風谷」。風谷被稱為東方或日本之意源於祢軍墓誌的「於時日本餘噍，據扶桑以逋誅；風谷遺甿，負盤桃而阻固」風谷可解釋源自黃帝內經《素問第五•陰陽應象大論》裡五行思想的東方生風，而風谷指風所生起的山谷，源自《文選·張協<七命>》：“左當風谷，右臨云溪。”
劉良注：“風所生之谷”。。「日本」的字面意思就是「太陽升起的地方」，因此日本有時也叫做太陽之國。而日本這個名詞在倭國用來當作國名之前其實是用來形容朝鮮半島，尤其特別指的是百濟，而朝鮮原意「朝日鮮明」即為相似的詞義。

### 「倭、侇」、「大倭」與「和」、「大和」的演變
早於日本與中國接觸前，日本人稱自己所居住的地方為「 Yamato」（漢語音譯為「邪馬臺」）和「 Hi no Moto」。「やまと」的語源或許跟山有關係，尤其是奈良地區的三輪山。
三國時期，中國人稱日本為「倭」。漢字傳入日本以後，由於日本人认为該字不雅，加以其他原因，元明天皇用同音字「和」（ wa）來代替之
。「 Yamato」的漢字表記亦為「和」，而「 Hi no Moto」的表記為「日本」。其漢字表記演變過程即是：倭Yamato、和Yamato、本Moto、日本Hinomoto/Nihon/Nippon。照字面解釋即為「日出所本之地」。
「日本」成為正式國名後，「倭」仍繼續以國名替代詞、政權名詞和文化名詞等形式存在。在707年以後，於元明天皇時期改用兩個字符作為名稱所以改成「大倭」，又用「倭」的同音字「和」所以又稱「大和」。然而「倭」、「大倭」仍為當時主流，直到757年橘奈良麻呂之亂以後，才漸漸被「和」、「大和」取代。

## 「日本」國名更名的原因
《二十四史》中的《舊唐書》記載日本人由於不喜歡「倭國」的名稱，因此將國家的名字改作「日本」。而在公元8世紀的《史記正義》中又有另一說法，指武則天命令倭國將國名改作「日本」。也有另外說法是《宋史》〈日本國傳〉指唐太宗認為「倭」字不美，而據其所處東海、日出之地的位置賜國名為「日本」，由孝德天皇在大化革新後採納。
《舊唐書》中有《倭國傳》，而且增加了《日本國傳》。其《傳》云：「日本國者，倭國之別種也。以其國在日邊，故以日本為名。或曰：倭國自惡其名不雅，改為日本。或云：日本舊小國，並倭國之地。其人入朝者，多自矜大，不以實對，故中國疑焉。」
《新唐書》只有《日本傳》而沒有了《倭國傳》。關於日本國名之由來，其《傳》曰：「（唐高宗）咸亨元年，遣使賀平高麗。後稍習夏音，惡倭名，更號日本。使者自言，國近日出，以為名。或云日本乃小國，為倭所并，故冒其號。使者不以情，故疑焉。」
唐朝百濟裔將軍禰軍曾經664年、665年出使日本，而那時日本為中大兄皇子主政，當時日本仍稱倭國。2011年在中國西安發現禰軍的墓誌（卒於678年），禰軍墓誌石碑是製作於公元678年，誌文中提到「日本」，是目前為止世界發現最早記載「日本」漢字的的古物。然而這裡的「日本」是形容當時朝鮮半島不久前滅亡的國家百濟，為地理形容詞。。在禰軍墓志中有寫道，“於時日本餘噍，據扶桑以逋誅”是以日本形容百濟 ，扶桑形容倭國。

## 「日本」國名更名的過程
隋煬帝大業三年（607年），小野妹子向隋煬帝遞交聖德太子的國書，其中有著名語句：「日出處天子，致書日沒處天子，無恙」以「日出處」自稱，然而正式國名仍稱「倭國」。
有文件指出668年天智天皇指示藤原鎌足編纂《近江令》有出現以「日本」作為國號，然而《近江令》在日本書記並無記載，所以《近江令》是否真的存在，學界看法兩極。
670年第七次遣唐使河内鯨曾告知唐朝國號更名「日本」，而唐朝仍用「倭國」稱呼。
689年天武天皇發佈實驗性律法《飛鳥淨御原令》將國名從倭國改成日本，君主稱號從大王改成天皇，學界一般認為國號「日本」至此誕生。
701年文武天皇發佈第一部正式律法《大寶律令》正式將國名改成日本。
703年，武則天從日本第八次遣唐使粟田真人得知改國號一事，乃諭令將「倭」（yamato）改稱「日本」（yamato，hi-no-moto）。

## 「日本」國名的近代演變
後來日語中轉用音讀去讀「日本」，轉變成今日日語中常用的「 Nihon」或「 Nippon」。
在明治維新到第二次世界大戰結束期間，日本的正式名字為大日本帝國（〔〕／ Dai Nippon Teikoku）。
現代日本的正式名字為「日本國」（／ Nihonkoku, Nipponkoku），是世上少數沒有「長寫」名字的國家。其於第二次世界大戰後，由新憲法改成現今的名字。
雖然日本國內絕大多數使用日語的情況也是用「日本」去稱呼自國，但是近年也有使用由英文轉寫的，甚至從「Cipangu」（參閱下段）轉寫而成的來代表日本，從而制造外來語的效果，尤其常見於廣告及品牌的命名。

## 日語的「日本」
日語中的「日本」，可讀作「 Nihon」或「 Nippon」。兩者都是從中古汉語漢字中音讀而來的。在日語中，「日」字單獨發音時讀作「 Nichi」，而「本」則讀作「 Hon」。當兩者連讀時，日的「chi」音會變成一個短暫的停頓（這是中古漢語中入聲的痕遺），而聲母「h」則可變成「p」，因此「日本」有「 Nihon」和「 Nippon」兩個讀法。
雖然兩個讀法都是正確的，但在正式的場合「 Nippon」較為常用，例如在日本的貨幣和郵票上，及大型體育比賽上，日本的英語表寫大都寫為「Nippon」。除此以外，似乎並沒有正式的規則去規定何時用哪一個讀法。有的例子只是某個讀法比較常見，例如「日本語」在日語中多數讀成「 Nihongo」而絕少讀成「 Nippongo」，雖然兩者都可算正確。另一個例子是「日本銀行」，在鈔票上英語表記為「NIPPON GINKO」，但一般人（例如媒體）都會讀成「 Nihon Ginkō」。
常用「 Nippon」的場合：
- 於體育賽事中常用的「加油！日本！」口號：「／ Ganbare! Nippon!」
- 位於大阪市的日本橋及周邊地區：「 Nippon-bashi」
- 全日空的英文名字：All Nippon Airways
- 日本職棒的英文名字：Nippon Professional Baseball

常用「 Nihon」的場合：
- 日本人：「 Nihon-jin」
- 日本語：「 Nihon-go」
- 《日本書紀》：「 Nihon-shoki」
- 位於東京的日本橋及周邊地區：「 Nihon-bashi」
- 日本海：「 Nihon-kai」
- 日本航空：「 Nihon Kōkū」

除了日本和大和外，古時日本也有其他的日語稱號。例如大八州（ Ōyashima），由日本神話中由伊邪那美和伊奘諾尊所創的八個島）、八島（ Yashima）、扶桑（ Fusō）、瑞穂（ Mizuho）、敷島（ Shikishima）、秋津島（ Akitsushima）等。

## 漢字文化圈的「日本」
在東亞的漢字文化圈，「日本」的漢字表記大都通用。但在各個語言中的發音都有所不同。
閩語福州話中是Nik33 buong33（福州話羅馬字：Nĭk-buōng）、莆仙話中是[zi bən]、泉漳話中是Li̍t-pún或Ji̍t-pún，粵語廣州話中是jat6 bun2，贛語南昌話中是nit bun [n̠ʲit̚ pɨn]，吳語上海話中是8zeq-pen [zəʔ pən]，淮语黄冈话则是er（6，入声，发音同二）ben。
而在朝鮮語中，「日本」用諺文寫作「 ilbon」。而在越南語中則為Nhật Bản。
除了「日本」外，也常用東洋或東瀛指代日本。這兩個名字字面上是「東面的海洋」的意思。在日語中，東洋也可以代表東亞地區。中文中東洋的說法，是相對南洋（東南亞）、西洋（歐洲、美洲）而有的說法。在日語，東洋讀作「 Tōyō」，而朝鮮語是「동양」（Dongyang），越南語是「Đông Dương」。

## 「Japan」的由來

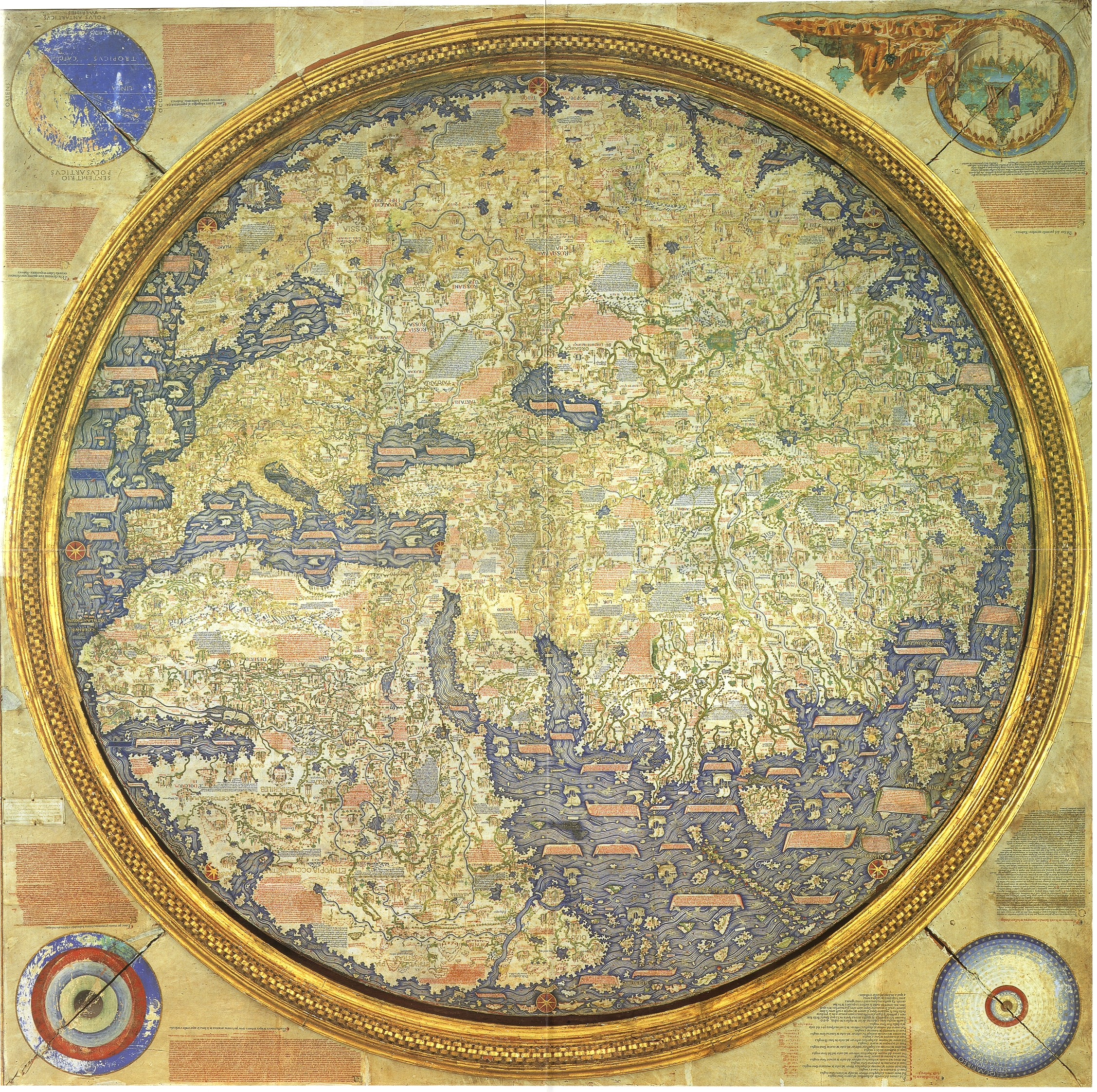
弗拉-毛羅地圖

英語中的日本名字「Japan」是於古代的貿易中傳到西方。日本首次在西方文學中出現在《馬可波羅遊記》中，馬可波羅將日本記作Cipangu，相信馬可波羅紀錄近代漢語（或當時的吳語）中「日本」的發音。即使現代的上海話（吳語的一種方言）仍然將日本讀作Zeppen [zəʔpən]。
而馬來語／印尼語中的日本為Jepang（後來馬來西亞改寫成 Jepun，但印尼仍保留 Jepang）。在16世紀，葡萄牙人在馬六甲貿易是初次遇到這個名字，並將之帶回歐洲。而在英語中第一次出現是在1577年，當時的拼法為Giapan。
而日本的名字首次出現於西方的地圖是在1457年的弗拉·毛羅地圖中，相對於韓國和中國的地圖晚了很多，例如早於1402年朝鮮的疆理圖上已有日本的記載。
很多的歐洲語言中日本的名字，也是由相同的來源而來。例如意大利語的Giappone、法語的Japon和德語的Japan等。